# Gé Fortgens
Gerard „Gé” Fortgens (ur. 10 lipca 1887 w Haarlemie, zm. 4 maja 1957 tamże) – piłkarz holenderski grający na pozycji pomocnika. W swojej karierze rozegrał 8 meczów w reprezentacji Holandii.

## Kariera klubowa
W swojej piłkarskiej karierze Fortgens grał w klubie AFC Ajax. Zadebiutował w nim w 1906 roku i grał w nim do 1914 roku.

## Kariera reprezentacyjna
W reprezentacji Holandii Fortgens zadebiutował 19 marca 1911 w wygranym 5:1 meczu Coupe van den Abeele z Belgią, rozegranym w Antwerpii. W 1912 roku zdobył z Holandią brązowy medal na Igrzyskach Olimpijskich w Sztokholmie. Od 1911 do 1912 roku rozegrał w kadrze narodowej 8 meczów.